# 廣艷異編
《廣艷異編》三十五卷，吳大震編，是明代艷異系列小說。
艷異係指“香艷而放縱”的情事。王世貞以香艷與怪異作為兩大標準，收錄唐代以來至明初的文言小說作品，並將此小說集命名為《艷異編》。《廣艷異編》編者是吳大震，一生“酣嗜唯书”，尤好搜辑奇闻异事，每有所見聞，即随手抄錄。吴大震这种爱好甚至影响到其子吴之俊，使其“艳奇趣异，不减古之传癖书淫”。《廣艷異編》是《艷異編》之續作，全書共三十五卷，分作：神部、仙部、鴻象部、宮掖部、幽期部、情感部、妓女部、夢遊部、義俠部、幻術部、俶詭部、徂異部、定數部、冥跡部、冤報部、珍奇部、器具部、草木部、鱗介部、禽部、昆蟲部、獸部、妖怪部、鬼部、夜叉部等25部，收文共580餘篇。後來王世貞又出版《續艷異編》十九卷，這本續集則是大量收錄吳氏《廣艷異編》的內容，可謂其精選本。
《廣艷異編》今存明刻本，日本內閣文庫藏為三十五卷，上海圖書館藏為二十二卷殘本。但出版品質均不佳，例如有內文錯置的問題，如〈裴六娘〉的內文被錯置到〈李十一娘〉，又如〈元自虛〉與〈白骨小兒〉的內文互相錯置。